# كامران خان (لاعب كرة قدم)
كامران خان (بالإنجليزية: Kamran Khan)‏ هو لاعب كرة قدم باكستاني في مركز قلب الدفاع، ولد في 3 سبتمبر 1985 في إسلام آباد في باكستان. شارك مع منتخب باكستان لكرة القدم. أما مع النوادي، فقد لعب مع نادي كي أر إل.